# Egbert Liskow

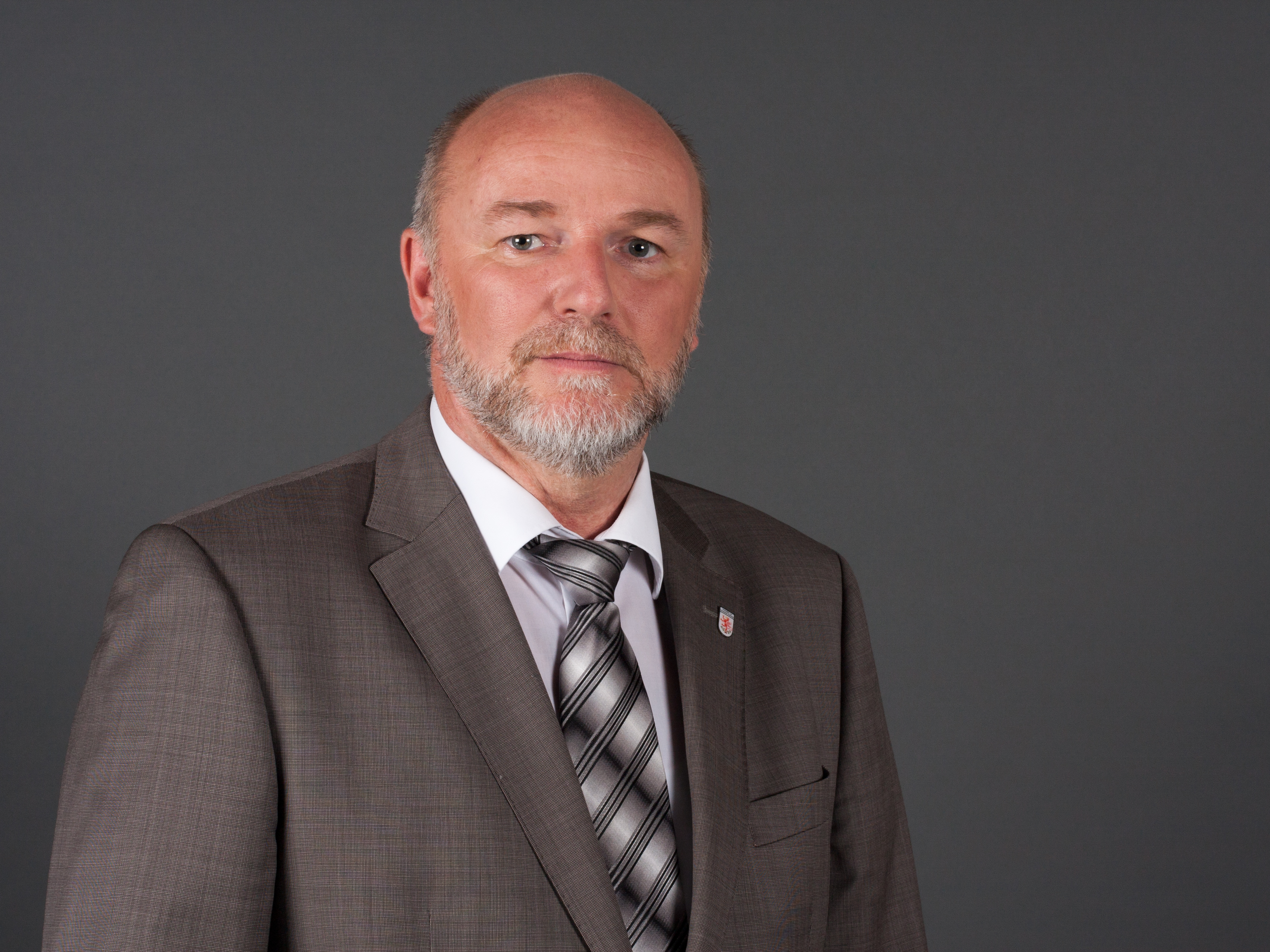
Egbert Liskow, 2013

Egbert Liskow (* 12. Januar 1957 in Heringsdorf) ist ein deutscher Politiker (CDU). Er war seit 2002 Abgeordneter im Landtag von Mecklenburg-Vorpommern, mit einer Unterbrechung vom 4. Oktober 2011 bis 22. November 2011, zuletzt zweimal gewählt über die Landesliste. 2021 trat er nicht wieder an.

## Leben
Egbert Liskow absolvierte von 1973 bis 1975 eine Lehre zum Instandhaltungsmechaniker im Kernkraftwerk Greifswald, wo er danach noch bis 1976 arbeitete. Anschließend wurde er zum Grundwehrdienst der NVA eingezogen, der bis 1978 dauerte. In diesem Jahr erlangte er an der Ingenieurhochschule in Zittau die Hochschulreife.  Dort schloss er 1982 auch sein Studium  als Diplomingenieur für Kraftwerkstechnik ab.
Bis 1988 arbeitete er in der Forschungsabteilung des KKW Lubmin und erreichte während dieser Zeit 28 eigene Patente. Bis 1990 war er danach als Mitarbeiter in der Investitionsvorbereitung des KKW Lubmin angestellt, anschließend war er noch bis 2006 Geschäftsführer des Versicherungsmaklers „Martens & Prahl“ in Greifswald. 
Liskow ist verheiratet und hat mit seiner Frau zwei Kinder. Seit mindestens 2013 ist er jedoch mit der geschiedenen Landtagsvizepräsidentin Beate Schlupp liiert. Sein Sohn Franz-Robert wurde bei der Landtagswahl 2016 ebenfalls in den Landtag von Mecklenburg-Vorpommern gewählt.

## Politik

### Parteiämter
Liskow trat 1984 der DDR-CDU bei. Im Jahr 2001 wurde er Vorsitzender des CDU-Kreisverbandes Greifswald und nach der Kreisgebietsreform von 2011 bis 2017 des CDU-Kreisverbandes Vorpommern-Greifswald. 2017 wurde Liskow zum „Ehrenvorsitzenden“ des CDU-Kreisverbandes Vorpommern-Greifswald gewählt. 

### Kommunalpolitik
Seit 1990 war Liskow gewähltes Mitglied der Bürgerschaft der Hansestadt Greifswald. Von 1990 bis 1994 war er Vorsitzender des Wirtschaftsausschusses der Stadt Greifswald. Seit 1993 war er zudem Mitglied in verschiedenen Aufsichtsräten Greifswälder Unternehmen und von 1994 bis 2004 Vorsitzender des Finanz- und Wirtschaftsausschusses der Stadt. Von 2004 bis 2014 war er zudem Präsident der Bürgerschaft der Hansestadt Greifswald. Nach mehreren Stimmenverlusten der CDU-Fraktion in der Bürgerschaft verlor er jedoch nach zehn Jahren diese Position mit 24 zu 19 Stimmen an Birgit Socher (Die Linke). Nach der Kommunalwahl 2019 wurde Liskow erneut zum Bürgerschaftspräsidenten gewählt. Mit einer Stimme Mehrheit hat er sich gegen Birgit Socher (Die Linke) durchgesetzt. 2024 trat er nicht erneut für die Bürgerschaft an.
Seit 2011 ist er Mitglied des Kreistags im Landkreis Vorpommern-Greifswald.

### Landtag Mecklenburg-Vorpommern
Bei der Landtagswahl 2002 verlor Liskow das Rennen um das Direktmandat im Wahlkreis Greifswald mit 35,2 % gegen Erwin Sellering (SPD, 36,5 %). Dennoch zog er über die Landesliste in den Landtag von Mecklenburg-Vorpommern ein, wo er von 2002 bis 2006 Mitglied im Finanzausschuss und im Ausschuss für Arbeitsmarkt, Bau und Landentwicklung war. 
Bei der Landtagswahl 2006 errang Liskow mit 33,9 % das Direktmandat im Wahlkreis Greifswald gegen Erwin Sellering. Von 2006 bis 2011 war er Vorsitzender des Ausschusses für Verkehr, Bau und Landesentwicklung, sowie Mitglied im Finanzausschuss des Landtages Mecklenburg-Vorpommern. 
Bei der Landtagswahl 2011 verlor er mit 23,4 % das Direktmandat im Wahlkreis Greifswald an den amtierenden Ministerpräsidenten Erwin Sellering (SPD, 41,4 %) und schied damit aus dem Landtag aus. Im November 2011 konnte er für Stefan Rudolph über die Landesliste nachrücken, nachdem dieser sein Direktmandat nach nur wenigen Wochen aufgab, um in seine vorherige Position als Staatssekretär im Wirtschaftsministerium zurückzukehren. Liskow ist in dieser Wahlperiode finanz- und hochschulpolitischer Sprecher seiner Fraktion. Des Weiteren war er von 2011 bis 2013 Mitglied im Beirat für Kernenergiefragen des Landes Mecklenburg-Vorpommern.
Bei der Landtagswahl 2016 trat er zum vierten Mal im Wahlkreis Greifswald für die CDU als Direktkandidat an und konnte zum dritten Mal das Direktmandat nicht gewinnen. Er erreichte nach dem Erstplatzierten Christian Pegel (SPD, 28,3 %) den zweiten Platz für die CDU (20,7 %) vor dem Kandidaten der AfD (19,9 %). Liskow zog dennoch über die Landesliste erneut in den Landtag ein.

### Ehrenämter
Von 2011 bis 2018 war Liskow Präsident des Fördervereins „Freunde und Förderer der Universität Greifswald e.V.“, ohne jedoch an dieser studiert oder gearbeitet zu haben.